# Miyu Katō
Miyu Katō (jap. 加藤 未唯 Katō Miyu; ur. 21 listopada 1994 w Kioto) – japońska tenisistka, mistrzyni French Open 2023 w grze mieszanej, finalistka juniorskiego Australian Open 2011 w grze podwójnej, medalistka igrzysk azjatyckich.

## Kariera tenisowa
Treningi tenisowe rozpoczęła w wieku 8 lat, a w juniorskich rozgrywkach zadebiutowała w grudniu 2007 roku. We wrześniu 2009 wystąpiła w swoim pierwszym turnieju rangi ITF w Kioto. Kilka miesięcy później zadebiutowała w juniorskim Wielkim Szlemie. W styczniu 2011, grając w parze z Eri Hozumi, osiągnęła finał gry podwójnej dziewcząt podczas Australian Open. Osiem miesięcy później zdobyła swój pierwszy tytuł ITF w grze deblowej. Dzięki dzikiej karcie, wystąpiła w kwalifikacjach turnieju HP Open 2012. W maju 2015 sięgnęła po swój pierwszy tytuł ITF w grze pojedynczej. Trzy miesiące później zadebiutowała w turnieju kwalifikacyjnym US Open, przegrywając w pierwszej rundzie z Kateryną Bondarenko 2:6, 0:6. W październiku tego samego roku po raz pierwszy wystąpiła w drabince głównej imprezy WTA w Hongkongu, przegrywając w pierwszej rundzie a Darją Gawriłową 7:6(6), 5:7, 3:6.
W zawodach cyklu WTA Tour Japonka osiągnęła jeden finał w grze pojedynczej, w grze podwójnej natomiast wygrała pięć turniejów z piętnastu rozegranych finałów. Wygrała też dwa deblowe turnieje cyklu WTA 125 z trzech osiągniętych finałów.
Podczas wielkoszlemowego French Open 2023 została zdyskwalifikowana w czasie meczu trzeciej rundy gry podwójnej z powodu przypadkowego uderzenia piłką w dziewczynkę do podawania piłek w przerwie pomiędzy punktami. Na tym samym turnieju wygrała rywalizację w grze mieszanej. Razem z Timem Pützem pokonali w finale parę Bianca Andreescu–Michael Venus 4:6, 6:4, 10–6.

## Historia występów wielkoszlemowych
Legenda
     W, wygrany turniej
     F, przegrana w finale
     SF, przegrana w półfinale
     QF, przegrana w ćwierćfinale
     xR, przegrana w x rundzie
     A, brak startu
     NH, turniej nie odbył się

### Występy w grze pojedynczej
| Australian Open        | A | A | A   | A   | A   | A   | A   | Q1  | Q1  | Q1  | A   | A   | A    | A    | A   | A | 0 / 0 | 0 – 0 |  |  |  |  |  |  |  |  |  |
| French Open            | A | A | A   | A   | A   | A   | A   | Q2  | 1R  | Q1  | A   | A   | A    | A    | A   | A | 0 / 1 | 0 – 1 |  |  |  |  |  |  |  |  |  |
| Wimbledon              | A | A | A   | A   | A   | A   | A   | Q1  | Q2  | Q1  | A   | NH  | A    | A    | A   | A | 0 / 0 | 0 – 0 |  |  |  |  |  |  |  |  |  |
| US Open                | A | A | A   | A   | A   | A   | Q1  | Q2  | Q3  | A   | A   | A   | A    | A    | A   | A | 0 / 0 | 0 – 0 |  |  |  |  |  |  |  |  |  |
|                        |   |   |     |     |     |     |     |     |     |     |     |     |      |      |     |   |       |       |  |  |  |  |  |  |  |  |  |
| Ranking na koniec roku | – | – | 919 | 733 | 435 | 402 | 180 | 192 | 125 | 392 | 861 | 790 | 1070 | 1083 | 428 | – | 0 / 1 | 0 – 1 |  |  |  |  |  |  |  |  |  |

### Występy w grze podwójnej
| Australian Open        | A | A | A    | A   | A   | A   | A   | A  | SF | 2R | 1R | 1R | A  | 1R | 3R | 1R | QF | 0 / 8  | 10 – 8  |  |  |  |  |  |  |  |  |
| French Open            | A | A | A    | A   | A   | A   | A   | 1R | 2R | 1R | 1R | 2R | 1R | 2R | 3R | QF |    | 0 / 9  | 8 – 9   |  |  |  |  |  |  |  |  |
| Wimbledon              | A | A | A    | A   | A   | A   | A   | 2R | 1R | 1R | 1R | NH | 1R | 1R | 3R | 2R |    | 0 / 8  | 4 – 8   |  |  |  |  |  |  |  |  |
| US Open                | A | A | A    | A   | A   | A   | A   | 3R | 2R | 1R | 1R | A  | 2R | 2R | 3R | 1R |    | 0 / 8  | 7 – 8   |  |  |  |  |  |  |  |  |
|                        |   |   |      |     |     |     |     |    |    |    |    |    |    |    |    |    |    |        |         |  |  |  |  |  |  |  |  |
| Ranking na koniec roku | – | – | 1016 | 395 | 385 | 275 | 129 | 58 | 40 | 45 | 79 | 74 | 80 | 49 | 27 | 37 |    | 0 / 33 | 29 – 33 |  |  |  |  |  |  |  |  |

### Występy w grze mieszanej
| Australian Open | A | A | A | A | A | A | A | A | A | A | A  | A  | A | A | A  | 1R | A | 0 / 1 | 0 – 1 |  |  |  |  |  |  |  |  |
| French Open     | A | A | A | A | A | A | A | A | A | A | A  | NH | A | A | W  | QF |   | 1 / 2 | 7 – 1 |  |  |  |  |  |  |  |  |
| Wimbledon       | A | A | A | A | A | A | A | A | A | A | 1R | NH | A | A | 1R | 1R |   | 0 / 3 | 0 – 3 |  |  |  |  |  |  |  |  |
| US Open         | A | A | A | A | A | A | A | A | A | A | A  | NH | A | A | A  | A  |   | 0 / 0 | 0 – 0 |  |  |  |  |  |  |  |  |
|                 |   |   |   |   |   |   |   |   |   |   |    |    |   |   |    |    |   |       |       |  |  |  |  |  |  |  |  |
|                 |   |   |   |   |   |   |   |   |   |   |    |    |   |   |    |    |   | 1 / 6 | 7 – 5 |  |  |  |  |  |  |  |  |

## Finały turniejów WTA
| Legenda                     | Legenda |
| --------------------------- | ------- |
| Wielki Szlem                |         |
| Igrzyska olimpijskie        |         |
| WTA Tour Championships      |         |
| WTA Elite Trophy            |         |
| 2009 – 2020                 |         |
| WTA Premier Mandatory       |         |
| WTA Premier 5               |         |
| WTA Premier                 |         |
| WTA International Series    |         |
| WTA 125K series (2012–2020) |         |
| od 2021                     |         |
| WTA 1000 (obowiązkowe)      |         |
| WTA 1000 (nieobowiązkowe)   |         |
| WTA 500                     |         |
| WTA 250                     |         |
| WTA 125                     |         |

### Gra pojedyncza 1 (0–1)
| Końcowy wynik | Nr | Data             | Turniej | Nawierzchnia | Przeciwniczka | Wynik finału |
| ------------- | -- | ---------------- | ------- | ------------ | ------------- | ------------ |
| Finalistka    | 1. | 17 września 2017 | Tokio   | Twarda       | Zarina Dijas  | 2:6, 5:7     |

### Gra podwójna 16 (5–11)
| Końcowy wynik | Nr  | Data                 | Turniej    | Nawierzchnia  | Partnerka       | Przeciwniczki                               | Wynik finału      |
| ------------- | --- | -------------------- | ---------- | ------------- | --------------- | ------------------------------------------- | ----------------- |
| Finalistka    | 1.  | 14 lutego 2016       | Kaohsiung  | Twarda        | Eri Hozumi      | Chan Hao-ching Chan Yung-jan                | 4:6, 3:6          |
| Zwyciężczyni  | 1.  | 10 kwietnia 2016     | Katowice   | Twarda (hala) | Eri Hozumi      | Walentina Iwachnienko Marina Mielnikowa     | 3:6, 7:5, 10-8    |
| Finalistka    | 2.  | 7 stycznia 2018      | Auckland   | Twarda        | Eri Hozumi      | Sara Errani Bibiane Schoofs                 | 5:7, 1:6          |
| Finalistka    | 3.  | 16 września 2018     | Hiroszima  | Twarda        | Makoto Ninomiya | Eri Hozumi Zhang Shuai                      | 2:6, 4:6          |
| Zwyciężczyni  | 2.  | 22 września 2018     | Tokio      | Twarda (hala) | Makoto Ninomiya | Andrea Sestini Hlaváčková Barbora Strýcová  | 6:4, 6:4          |
| Finalistka    | 4.  | 13 października 2019 | Tiencin    | Twarda        | Nao Hibino      | Shūko Aoyama Ena Shibahara                  | 3:6, 5:7          |
| Finalistka    | 5.  | 8 marca 2020         | Monterrey  | Twarda        | Wang Yafan      | Kateryna Bondarenko Sharon Fichman          | 6:4, 3:6, 7–10    |
| Finalistka    | 6.  | 23 lipca 2022        | Hamburg    | Ceglana       | Aldila Sutjiadi | Sophie Chang Angela Kulikov                 | 3:6, 6:4, 6–10    |
| Finalistka    | 7.  | 9 października 2022  | Monastyr   | Twarda        | Angela Kulikov  | Kristina Mladenovic Kateřina Siniaková      | 2:6, 0:6          |
| Zwyciężczyni  | 3.  | 8 stycznia 2023      | Auckland   | Twarda        | Aldila Sutjiadi | Leylah Fernandez Bethanie Mattek-Sands      | 1:6, 7:5, 10–4    |
| Zwyciężczyni  | 4.  | 26 sierpnia 2023     | Cleveland  | Twarda        | Aldila Sutjiadi | Nicole Melichar-Martinez Ellen Perez        | 6:4, 6:7(4), 10–8 |
| Finalistka    | 8.  | 29 października 2023 | Zhuhai     | Twarda        | Aldila Sutjiadi | Beatriz Haddad Maia Wieronika Kudiermietowa | 3:6, 3:6          |
| Zwyciężczyni  | 5.  | 4 lutego 2024        | Hua Hin    | Twarda        | Aldila Sutjiadi | Guo Hanyu Jiang Xinyu                       | 6:4, 1:6, 10–7    |
| Finalistka    | 9.  | 23 czerwca 2024      | Birmingham | Trawiasta     | Zhang Shuai     | Hsieh Su-wei Elise Mertens                  | 1:6, 3:6          |
| Finalistka    | 10. | 22 września 2024     | Seul       | Twarda        | Zhang Shuai     | Nicole Melichar-Martinez Ludmiła Samsonowa  | 1:6, 0:6          |
| Finalistka    | 11. | 30 marca 2025        | Miami      | Twarda        | Cristina Bucșa  | Mirra Andriejewa Diana Sznajder             | 3:6, 7:6(5), 2–10 |

### Gra mieszana 1 (1–0)
| Końcowy wynik | Nr | Data           | Turniej     | Nawierzchnia | Partner  | Przeciwnicy                    | Wynik finału   |
| ------------- | -- | -------------- | ----------- | ------------ | -------- | ------------------------------ | -------------- |
| Zwyciężczyni  | 1. | 8 czerwca 2023 | French Open | Ceglana      | Tim Pütz | Bianca Andreescu Michael Venus | 4:6, 6:4, 10–6 |

## Finały turniejów WTA 125

### Gra podwójna 3 (2–1)
| Końcowy wynik | Nr | Data              | Turniej   | Nawierzchnia | Partnerka           | Przeciwniczki                           | Wynik finału      |
| ------------- | -- | ----------------- | --------- | ------------ | ------------------- | --------------------------------------- | ----------------- |
| Zwyciężczyni  | 1. | 25 listopada 2016 | Honolulu  | Twarda       | Eri Hozumi          | Nicole Gibbs Asia Muhammad              | 6:7(3), 6:3, 10-8 |
| Finalistka    | 1. | 14 maja 2022      | Paryż     | Ceglana      | Oksana Kalasznikowa | Beatriz Haddad Maia Kristina Mladenovic | 7:5, 4:6, 4–10    |
| Zwyciężczyni  | 2. | 20 sierpnia 2022  | Vancouver | Twarda       | Asia Muhammad       | Tímea Babos Angela Kulikov              | 6:3, 7:5          |

## Występy w Turnieju WTA Elite Trophy

### W grze podwójnej
| Rok  | Rezultat | Partnerka       | Przeciwniczki                               | Wynik    |
| 2023 | Finał    | Aldila Sutjiadi | Beatriz Haddad Maia Wieronika Kudiermietowa | 3:6, 3:6 |

## Finały turniejów ITF
| turnieje z pulą nagród 100 000 $ (W100) |
| turnieje z pulą nagród 80 000 $ (W80)   |
| turnieje z pulą nagród 60 000 $ (W75)   |
| turnieje z pulą nagród 40 000 $ (W50)   |
| turnieje z pulą nagród 25 000 $ (W35)   |
| turnieje z pulą nagród 15 000 $ (W15)   |
| turnieje z pulą nagród 10 000 $         |

### Gra pojedyncza 8 (4–4)
| Rezultat     |    | Data       | Turniej    | ($)    | Naw.          | Przeciwniczka      | Wynik               |
| Finalistka   | 1. | 04/08/2013 | Fort Worth | 10 000 | Twarda        | Lauren Embree      | 6:3, 1:6, 1:3 krecz |
| Zwyciężczyni | 1. | 24/05/2015 | Karuizawa  | 25 000 | Trawiasta     | Makoto Ninomiya    | 7:6(5), 5:7, 6:1    |
| Finalistka   | 2. | 25/05/2015 | Balikpapan | 25 000 | Twarda        | Lu Jiajing         | 4:6, 4:6            |
| Zwyciężczyni | 2. | 18/07/2015 | Bangkok    | 25 000 | Twarda        | Nigina Abduraimova | 7:5, 6:2            |
| Finalistka   | 3. | 25/10/2015 | Hamamatsu  | 25 000 | Trawiasta     | Shūko Aoyama       | 2:6, 1:6            |
| Zwyciężczyni | 3. | 27/03/2016 | Canberra   | 25 000 | Ziemna        | Anna Bondár        | 6:4, 7:6(3)         |
| Finalistka   | 4. | 13/11/2022 | Yokohama   | 25 000 | Twarda        | Han Na-lae         | 5:7, 0:6            |
| Zwyciężczyni | 4. | 25/12/2022 | Kioto      | 60 000 | Twarda (hala) | Yuriko Miyazaki    | 6:4, 2:6, 6:2       |

### Gra podwójna 26 (13–13)
| Rezultat     |     | Data       | Turniej        | ($)      | Naw.            | Partnerka       | Przeciwniczki                           | Wynik             |
| Zwyciężczyni | 1.  | 17/09/2011 | Kioto          | 10 000   | Dywanowa (hala) | Riko Sawayanagi | Kazusa Ito Tomoko Taira                 | 6:4, 7:6(5)       |
| Finalistka   | 1.  | 14/09/2012 | Kioto          | 10 000   | Dywanowa (hala) | Misaki Mori     | Nao Hibino Emi Mutaguchi                | 4:6, 3:6          |
| Zwyciężczyni | 2.  | 21/10/2012 | Makinohara     | 25 000   | Trawiasta       | Eri Hozumi      | Monique Adamczak Caroline Garcia        | 7:6(6), 6:3       |
| Finalistka   | 2.  | 04/01/2013 | Hongkong       | 10 000   | Twarda          | Eri Hozumi      | Tang Haochen Tian Ran                   | 2:6, 1:6          |
| Finalistka   | 3.  | 11/01/2013 | Hongkong       | 10 000   | Twarda          | Eri Hozumi      | Li Yihong Xin Wen                       | 6:4, 1:6, 10–12   |
| Zwyciężczyni | 3.  | 14/09/2013 | Kioto          | 10 000   | Dywanowa (hala) | Hiroko Kuwata   | Mana Ayukawa Emi Mutaguchi              | 6:4, 6:2          |
| Finalistka   | 4.  | 20/09/2013 | Cairns         | 15 000   | Twarda          | Yurina Koshino  | Isabella Holland Sally Peers            | 6:7(2), 6:4, 7–10 |
| Finalistka   | 5.  | 01/03/2014 | Nonthaburi     | 10 000   | Twarda          | Yuuki Tanaka    | Nungnadda Wannasuk Varunya Wongteanchai | 2:6, 2:6          |
| Finalistka   | 6.  | 13/04/2014 | Melbourne      | 15 000   | Ceglana         | Yuuki Tanaka    | Jessica Moore Aleksandrina Najdenowa    | 5:7, 7:6(5), 7–10 |
| Zwyciężczyni | 4.  | 04/07/2014 | Bangkok        | 10 000   | Twarda          | Akiko Ōmae      | Kamonwan Buayam Nungnadda Wannasuk      | 6:0, 6:0          |
| Finalistka   | 7.  | 01/08/2014 | Wuhan          | 50 000   | Twarda          | Makoto Ninomiya | Han Xinyun Zhang Kailin                 | 4:6, 2:6          |
| Zwyciężczyni | 5.  | 03/04/2015 | Bangkok        | 15 000   | Ceglana         | Nao Hibino      | Miyabi Inoue Akiko Ōmae                 | 6:4, 6:2          |
| Zwyciężczyni | 6.  | 23/05/2015 | Karuizawa      | 25 000   | Trawiasta       | Rika Fujiwara   | Mana Ayukawa Makoto Ninomiya            | 7:6(5), 5:7, 6:1  |
| Zwyciężczyni | 7.  | 14/06/2015 | Kashiwa        | 25 000   | Twarda          | Akiko Ōmae      | Mana Ayukawa Makoto Ninomiya            | 6:2, 5:7, 10–8    |
| Zwyciężczyni | 8.  | 20/06/2015 | Inczon         | 25 000   | Twarda          | Kotomi Takahata | Choi Ji-hee Kim Na-ri                   | 4:6, 6:3, 10–7    |
| Finalistka   | 8.  | 25/03/2016 | Canberra       | 25 000   | Ceglana         | Eri Hozumi      | Ashleigh Barty Arina Rodionowa          | 7:5, 3:6, 7–10    |
| Zwyciężczyni | 9.  | 07/05/2016 | Gifu           | 75 000+H | Twarda          | Eri Hozumi      | Hiroko Kuwata Ayaka Okuno               | 6:1, 6:2          |
| Zwyciężczyni | 10. | 06/05/2017 | Gifu           | 80 000   | Twarda          | Eri Hozumi      | Katy Dunne Julja Gluszko                | 6:4, 6:2          |
| Zwyciężczyni | 11. | 12/05/2017 | Rzym           | 25 000   | Ceglana         | Eri Hozumi      | Ekaterine Gorgodze Melanie Stokke       | 6:1, 6:4          |
| Finalistka   | 9.  | 21/10/2017 | Suzhou         | 60 000   | Twarda          | Eri Hozumi      | Jacqueline Cako Nina Stojanović         | 6:2, 5:7, 2–10    |
| Finalistka   | 10. | 23/03/2018 | Canberra       | 60 000   | Ceglana         | Makoto Ninomiya | Priscilla Hon Dalila Jakupović          | 4:6, 6:4, 7–10    |
| Zwyciężczyni | 12. | 17/08/2019 | Vancouver      | 100 000  | Twarda          | Nao Hibino      | Naomi Broady Erin Routliffe             | 6:2, 6:2          |
| Finalistka   | 11. | 24/01/2021 | Antalya        | 15 000   | Ceglana         | Haine Ogata     | Victoria Bosio Gabriela Cé              | 4:6, 3:6          |
| Finalistka   | 12. | 08/05/2021 | Charleston     | 100 000  | Ceglana         | Eri Hozumi      | Catherine McNally Storm Sanders         | 5:7, 6:4, 6–10    |
| Finalistka   | 13. | 16/05/2021 | Bonita Springs | 100 000  | Ceglana         | Eri Hozumi      | Erin Routliffe Aldila Sutjiadi          | 3:6, 6:4, 6–10    |
| Zwyciężczyni | 13. | 12/02/2022 | Monastyr       | 15 000   | Twarda          | Kisa Yoshioka   | Kryscina Dzmitruk Inès Ibbou            | 6:4, 7:5          |

## Finały juniorskich turniejów wielkoszlemowych

### Gra podwójna (1)
| Końcowy wynik | Rok  | Turniej         | Nawierzchnia | Partnerka  | Przeciwniczki                  | Wynik finału |
| Finalistka    | 2011 | Australian Open | Twarda       | Eri Hozumi | An-Sophie Mestach Demi Schuurs | 2:6, 3:6     |